# Jasień (gmina w województwie stanisławowskim)
Jasień – dawna gmina wiejska w powiecie kałuskim województwa stanisławowskiego II Rzeczypospolitej. Siedzibą gminy był Jasień.
Gminę utworzono 1 sierpnia 1934 r. w ramach reformy na podstawie ustawy scaleniowej z dotychczasowej gminy wiejskiej Jasień.
Gmina Jasień przyczyniła się do charakterystycznego kształtu powiatu kałuskiego stanowiąc jego bardzo długi, wąski południowy „ogon” (mapa). Kształt ten wynikał z zupełnego braku równoleżnikowych dróg w rejonie górskim, przez co miejscowości położone przy drodze w dolinie Łomnicy miały tylko dogodne połączenie fizyczne z Kałuszem.
Pod okupacją zniesiona i przekształcona w gminę Niebyłów.